# Gaetano Ricciolini
Gaetano Ricciolini (Firenze, 27 agosto 1778 – Rio de Janeiro, 9 ottobre 1845) è stato un baritono italiano ed un pioniere dell'opera e della danza nell'America del Sud.

## Esordi a Firenze e Lisbona
Ricciolini iniziò ad esibirsi nei teatri fiorentini alla fine del settecento. Intorno a 1805 si trasferì a Lisbona, Portogallo, per cantare al Teatro Reale di San Carlo. Nel 1811 sposò il soprano portoghese Isabel Rubio.

## Pioniere della lirica nel Brasile

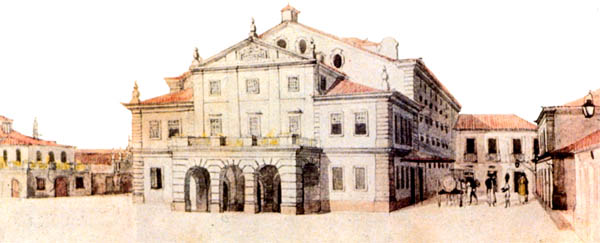
Teatro Reale di San Giovanni, Rio de Janeiro

Su invito del baritono milanese Michele Vaccani, Gaetano ed Isabel Ricciolini si trasferirono in Brasile nel 1817 per integrare la compagnia lirica italiana del Teatro Reale di San Giovanni (oggi Teatro João Caetano) a Rio de Janeiro, allora capitale dell'Impero Portoghese. Gaetano ed Isabel sono stati solisti nel debutto brasiliano del Don Giovanni di Wolfgang Amadeus Mozart e de Il barbiere di Siviglia di Gioachino Rossini (opera che nonostante le difficoltà dei trasporti e delle comunicazioni del tempo, è stata inscenata a Rio de Janeiro soltanto quattro anni e mezzo dopo il suo debutto in Italia).

## Pioniere della lirica e della danza nell'Argentina
Dopo l'incendio del Teatro di San Giovanni il 25 marzo 1824, Gaetano ed Isabel hanno accettato l'invito a formare la prima compagnia d'opera italiana nella Repubblica Argentina. Il loro soggiorno a Buenos Aires coincide con la Guerra argentino-brasiliana (1825-1828), ma, nonostante la loro connessioni luso-brasiliane, i Ricciolini non soffrono alcun problema e cantano nel debutto delle opere seguenti: Il barbiere di Siviglia (27 settembre 1825), La Cenerentola (4 maggio 1826), L'italiana in Algeri (30 giugno 1826), e Don Giovanni (8 febbraio 1827). In parallelo, Gaetano Ricciolini ha composto e diretto i primi spettacoli di danza nell'Argentina.
Dopo l'ascesa al potere di Juan Manuel de Rosas a Buenos Aires, Gaetano ed Isabel Ricciolini sono tornati in Brasile. Suo figlio Miguel Candido da Trindade Ricciolini fu il primo Sindaco di Cachoeira do Sul, nello Stato di Rio Grande do Sul.